# Коренівський Данило Григорович
Дани́ло Григо́рович Коренівський (нар. 18 жовтня 1937, с. Харківці Гадяцького району — 31 січня 2014, м. Київ) — український математик. Лауреат Державної премії України в галузі науки і техніки (1983).
Наукові зацікавленості: теорія диференціальних, різницевих і диференціально-різницевих рівнянь, математична теорія стійкості стохастичних систем, теорія оптимального керування літальними космічними апаратами.

## З творчої біографії
Коренівський Д. Г. закінчив Київський університет (1959). Кандидат фізико-математичних наук (1966). Доктор фізико-математичних наук (1990). Працював в Інституті математики НАН України.

## Творчий доробок
Автор понад 150 наукових робіт, серед них чотири монографії.
Основні публікації
- Korenevskiĭ, D. G. Stability of dynamical systems under random perturbations of parameters (Russian), Naukova Dumka', Kiev, 1989. 208 pp.
- Korenevskiĭ, D. G. Criteria for the stability of systems of linear deterministic and stochastic difference equations with continuous time and with delay. (Russian) Mat. Zametki 70 (2001), no. 2, 213—229; translation in Math. Notes 70 (2001), no. 1-2, 192—205
- Korenevskiĭ, D. G. Stability of solutions of deterministic and stochastic differential- difference equations (algebraic criteria) (Russian), Naukova Dumka, Kiev, 1992. 147 pp. ISBN 5-12-003164-1